# Kepler-452
Désignations
Kepler-452 est une étoile de type spectral G2, située à une distance d'environ ∼ 1 830 a.l. (∼ 561 pc) de la Terre, dans la constellation boréale du Cygne.
Sa température de surface est similaire à celle du Soleil mais, étant donné que son rayon est 10 % plus grand, sa luminosité est supérieure de 20 % à celle du Soleil. Son âge est estimé à 6 milliards d'années.
Elle accueille l'exoplanète Kepler-452 b, dont la découverte a été annoncée le 23 juillet 2015.